# Feuernacht
Feuernacht (Duits voor vuurnacht; Italiaans: Notte di fuochi) vond plaats in de nacht van 11 op 12 juni 1961 toen talloze elektriciteitsmasten in Zuid-Tirol werden opgeblazen. Om één uur 's nachts ging de eerste bom af in het centrum van Bozen. In de daarop volgende twee uur vonden 46 andere ontploffingen plaats bij hoogspanningmasten, bruggen, wegen en spoorlijnen in en rondom Bozen en Meran. De Feuernacht vormde een keerpunt in de geschiedenis van Zuid-Tirol, omdat het het begin vormde van een reeks van terreuraanslagen in de jaren '60, gepland en uitgevoerd door de Befreiungsausschuss Südtirol (BAS), onder leiding van onder andere Sepp Kerschbaumer.
Nadat de fascistische regering was verdwenen in Italië leek de situatie voor de niet-Italiaanssprekende minderheden in Zuid-Tirol iets te verbeteren. Velen wilden zich niet conformeren naar de status quo zoals deze bestond ten tijde van Mussolini. In het Verdrag van Parijs waren weliswaar enkele kwesties van principieel belang geregeld, maar de Italiaanse regering voerde haar verdragsbeloftes slechts ten dele en bovendien traag uit. Vele Zuid-Tirolers wilden zich daarop opnieuw aansluiten bij Oostenrijk; anderen wensten een zelfstandige regering. Reeds in 1957 waren kleine groeperingen ontstaan die aangaven bij het nastreven van hun doel geweld niet te schuwen.
Feuernacht vormde niet alleen de eerste geweldsdaad van het Zuid-Tirools verzet, de nacht had bovendien een grote symbolische betekenis. Zij viel namelijk samen met de Herz-Jesu-Nacht, de nacht waarin de Zuid-Tirolers jaarlijks met het stoken van bergvuren (de zogenaamde Herz-Jesu-Feuern) christelijke tradities vierden, zoals sinds 1796 de gelofte van de Tiroler Landstände dat voorschreef.
De Feuernacht had tot doel om de wereld bewust te maken van het probleem Zuid-Tirol. Door het opblazen van elektriciteitsmasten moest de elektriciteitsvoorziening van het industriële gebied in en rondom Bozen, een symbool van de italianiseringspolitiek van het voormalige fascistische regime, worden lamgelegd. Dit doel werd niet bereikt, maar de industriële productie in het gebied lag wel enkele weken stil.
De Italiaanse regering reageerde met het sturen van een groter aantal militairen en politieagenten naar de regio, wat tot mondiale mediabelangstelling leidde.
Een maand later volgde een kleine Feuernacht waarbij de elektriciteitsvoorziening van een deel van de Noord-Italiaanse industriegebieden wel werd afgesneden. De aanslagen leidden er toen toe dat het internationale treinverkeer naar Noord-Italië voor een deel stil kwam te liggen.
Na de Feuernacht volgden vele arrestaties en processen. Ondanks het feit dat de Zuid-Tiroolse kwestie kon rekenen op internationale belangstelling en de Italiaanse regering zodoende gedwongen werd de kwestie op democratische en beschaafde wijze af te handelen, kon men niet voorkomen dat een deel van de gearresteerde daders bij folteringen in politiecellen het leven liet. Uiteindelijk werden 91 personen door de rechtbank van Milaan veroordeeld. Daarvan waren destijds 22 personen gearresteerd, 46 nog op vrije voeten en 23 voortvluchtig. Acht personen (Luis Amplaz, Kurt Welser, Wolfgang Pfandler, Heinrich Klier, Siegfried Carli, Eduard Widmoser, Georg Klotz en Sepp Kerschbaumer) werden op 9 november 1964 veroordeeld tot gevangenisstraffen langer dan vijftien jaar, waarbij de zwaarstgestrafte (Luis Amplaz) veroordeeld werd tot een gevangenisstraf van 25 jaar en zes maanden. In hoger beroep kregen Wolfgang Pfandler, Heinrich Klier en Siegfried Carli strafvermindering. Sepp Kerschbaumer zat overigens zijn straf (vijftien jaar en elf maanden) maar voor een heel klein deel uit; de leider van de BAS overleed in december 1964 ten gevolge van een hartaanval.
Thans worden de daders van de aanslagen tijdens Feuernacht door een groot deel van de Zuid-Tiroolse bevolking nog steeds als verzetshelden gezien. Duitstalige politici stellen zich echter immer gematigd op wanneer de kwestie ter sprake komt. Vanuit het Italiaans oogpunt worden de daders als pure terroristen gezien.